# 堀田隼人
堀田 隼人（ほった はやと）は、大佛次郎の小説『赤穂浪士』の主人公である。同小説を原作にした1933年（昭和8年）製作・公開、伊藤大輔脚本・監督による日本の劇映画『堀田隼人』（ほったはやと）についても、本項で詳述する。

## 人物
大佛次郎が考案した人物であり、実在しない架空の人物である。堀田隼人を主人公とする小説は、『赤穂浪士』の題で、架空の人物である堀田の視点を通じて「赤穂事件」を描き、1927年（昭和2年） - 1928年（昭和3年）にわたり『東京日日新聞』（現在の『毎日新聞』）に連載され、1928年（昭和3年） - 1929年（昭和4年）にわたり改造社から全3巻として発行された長篇小説である。
吉良上野介こと吉良義央（実在）の実子、米沢藩主・上杉綱憲（実在）の養子先である上杉家の家老・千坂兵部（実在）の前に現れ、自らが浪人であること、「堀田隼人」という名であること以外は明かさない。千坂の依頼により、大石内蔵助（実在）ら赤穂浪士（実在）の動きを探る仕事をする。同じミッションをもつ者に、怪盗・蜘蛛の陣十郎（くものじんじゅうろう、架空）、千坂の密偵としてお仙（おせん、架空）がいる。最終的には吉良邸への討ち入りは果たされ、虚無感にかられて、お仙と心中して果てる。ニヒリスティックな人物として描かれている。

## 演じた俳優
| 年号   | タイトル                     | 演じた俳優   | 二役       | 製作/配給                            | 監督                                            | 脚本                                                      |
| ------ | ---------------------------- | ------------ | ---------- | ------------------------------------ | ----------------------------------------------- | --------------------------------------------------------- |
| 1929年 | 赤穂浪士 第一篇 堀田隼人の巻 | 大河内傳次郎 | 大石内蔵助 | 日活太秦撮影所/日活                  | 志波西果                                        | 志波西果                                                  |
| 1933年 | 堀田隼人                     | 片岡千恵蔵   | 浅野内匠頭 | 片岡千恵蔵プロダクション/日活        | 伊藤大輔                                        | 伊藤大輔                                                  |
| 1956年 | 赤穂浪士 天の巻 地の巻       | 大友柳太朗   |            | 東映京都撮影所/東映                  | 松田定次                                        | 新藤兼人                                                  |
| 1961年 | 赤穂浪士 前編・後編          | 大友柳太朗   |            | 東映京都撮影所/東映                  | 松田定次                                        | 小国英雄                                                  |
| 1959年 | 赤穂浪士                     | 柳永二郎     |            | NET （テレビ）                       | 山本隆則                                        | 池田一朗                                                  |
| 1964年 | 赤穂浪士                     | 林与一       |            | 日本放送協会 （テレビ）              | 井上博                                          | 村上元三                                                  |
| 1979年 | 赤穂浪士                     | 田村正和     |            | テレビ朝日 東映京都撮影所 （テレビ） | 沢島正継・田中徳三 村山三男・大洲齋・松島稔     | 新藤兼人・下飯坂菊馬・田坂啓 芦沢俊郎・岡本育子・千賀参一 |
| 1999年 | 赤穂浪士                     | 大鶴義丹     |            | テレビ東京・東映 （テレビ）          | 原田雄一・上杉尚祺・牧口雄二 杉村六郎・吉川一義 | 高田宏治・藤井邦夫・ちゃき克彰                            |

## 映画
『堀田隼人』（ほったはやと）は、1933年（昭和8年）製作・公開、伊藤大輔脚本・監督による日本の劇映画、サイレント映画である。

### 略歴・概要
前年1932年（昭和7年）、日活太秦撮影所を退社し、村田実、田坂具隆、内田吐夢らとともに興した製作会社・新映画社に所属していた伊藤大輔が、片岡千恵蔵プロダクションに招聘され、同社との臨時契約を交わして製作に臨んだ。本作の撮影技師である唐沢弘光も、新会社設立の折に伊藤に同行しており、本作についても伊藤と同様に参加した。所属した東活映画社が解散した後の月形龍之介、おなじく南光明、浅香新八郎、高津慶子がフリーランスの立場で出演した。マキノ・プロダクションに所属していた「寿々川満智子」が片岡千恵蔵プロダクションに移籍し、本作をもって「水の江澄子」と改名した。1929年（昭和4年）に日活太秦撮影所が製作し日活が配給した、大河内傳次郎主演、志波西果脚本・監督によるサイレント映画『赤穂浪士 第一篇 堀田隼人の巻』のリメイクである。
本作は、日活が配給し、同年4月27日に浅草公園六区・富士館を初めとする劇場で公開された。同時上映は日活太秦撮影所製作、倉田文人監督の現代劇『女性陣』であるが、日活データベースによれば、同年8月31日封切説があるという。後者の説によれば、同日に富士館で封切られた伊藤大輔監督の『月形半平太』および鈴木重吉監督の『青春無情』と同時上映ということになる。同年度キネマ旬報ベストテン9位を獲得した。
4年前の『赤穂浪士 第一篇 堀田隼人の巻』に主演した大河内傳次郎は、主人公「堀田隼人」と「大石内蔵助」の二役を演じたが、本作では、片岡千恵蔵が主人公「堀田隼人」と「浅野内匠頭」の二役を演じている。本作の原作である大佛次郎の長編小説『赤穂浪士』は、第二次世界大戦後にも2回リメイクされているが、いずれも片岡が主演であるものの、「堀田隼人」が主人公ではなく、片岡は『赤穂浪士 天の巻 地の巻』（監督松田定次、1956年）では「立花左近」を、『赤穂浪士 前編・後編』（監督松田定次、1961年）では「大石内蔵助」を、それぞれ演じており、「堀田隼人」はいずれの作品でも大友柳太朗が演じている。
2013年（平成25年）1月現在、東京国立近代美術館フィルムセンターも、マツダ映画社も、本作の上映用プリントを所蔵しておらず、現存していないとみなされるフィルムである。伊藤大輔による本作のシナリオは、『伊藤大輔シナリオ集 1』（淡交社、1985年）に収録されている。

### スタッフ・作品データ
- 監督・脚本 : 伊藤大輔
- 原作 : 大佛次郎『赤穂浪士』
- 撮影 : 唐沢弘光

- 製作 : 片岡千恵蔵プロダクション
- 上映時間（巻数 / メートル） : 108分（12巻 / 2,949メートル）
- フォーマット : 白黒映画 - スタンダードサイズ（1.37:1） - 18fps - サイレント映画
- 公開日 :  日本 1933年4月27日
- 配給 :  日活
- 初回興行 : 浅草公園六区・富士館
- 昭和8年度キネマ旬報ベストテン9位

### キャスト
- 片岡千恵蔵 - 堀田隼人・浅野内匠頭
- 月形龍之介 - 千坂兵部
- 南光明 - 大石良雄
- 浅香新八郎 - 小林平八郎
- 高津慶子 - お千
- 水の江澄子 - お千賀
- 瀬川路三郎 - 目玉の金介
- 林誠之助 - 朴庵
- 香川良介 - 前原伊助
- 成松和一 - 浪人・井関
- 矢野武男 - 目明し・仙吉
- 永井寛二郎 - 神崎与五郎
- 尾上卯多五郎 - 片岡源五右衛門
- 伍東精一 - 吉良家付人・熱海
- 高井保 - 藩士・大岡
- 杉浦くに - 召使の婆や